# Орільське водосховище
 Орі́льське водосховище  — руслове водосховище з додатковим штучним живленням на річці Орілька, розташоване у Лозівському районі Харківської області.
Водосховище було споруджено в 1981 році, як складова частина каналу Дніпро — Донбас. Його обсяг 17,0 млн куб. метрів. Водосховище слугує як транзитне, для забезпечення безперебійної роботи каналу та подачі дніпровської води у Краснопавлівське водосховище. 
Водосховище має кілька гідротехнічних споруд: головну греблю водосховища розташовану у смт. Орілька Лозівського району Харківської області, за 12 км від гирла річки Оріль та шлюзовий водовипуск з пропускною спроможністю 350 м3/сек на 2 затвори. Гребля з водовипускною спорудою має довжину 1036 м.
Верхів'я водосховища та мілководні ділянки вздовж правого берега. Рибогосподарське значення – основні місця нересту та нагулу молоді ляща, коропа, судака.